# Osiedle Pomorskie (Jelenia Góra)
Osiedle Pomorskie – osiedle w Jeleniej Górze to jedno z najbliżej położonych od centrum miasta osiedli. Znajduje się na zachód od centrum i obejmuje ulice: Grudziądzką, Gdańską, Toruńską, Bydgoską i Tczewską w Jeleniej Górze. Znajduje się między częścią ulicy Spółdzielczej przebiegającej przez drogę krajową 3 (E65) a jeleniogórskim początkiem drogi krajowej nr 30. Do osiedla dojeżdża linia autobusowa 11 z MZK Jelenia Góra. Blisko osiedla znajdują się 2 stacje kolejowe: Jelenia Góra Zachodnia i Jelenia Góra Celwiskoza.